# 二碳化钍
二碳化钍是一种无机化合物，化学式为ThC2。它可由金属钍和石墨在2000~2500 °C反应制得。它可以在空气中迅速水解，生成二氧化钍、氢气和碳氢化合物，其反应速率是相应二碳化铀的10倍。它也能和酸反应，如和硫酸反应，生成硫酸钍。

## 拓展阅读
- D.W. Jones, I.J. McColm, R. Steadman, J. Yerkess. . Journal of Solid State Chemistry. 1987-06, 68 (2): 219–226  [2020-11-03]. doi:10.1016/0022-4596(87)90306-9. （原始内容存档于2018-06-26） （英语）. （页面存档备份，存于）
- Ishino, Toshio; Tamura, Hideo. Thorium carbides. Technology Reports of the Osaka University, 1965. 16 (658-684): 315-324. ISSN: 0030-6177. CODEN: TROUAI.